# Viaduc Dräi Eechelen
Le viaduc Dräi Eechelen (Dräi Eechelen veut dire trois glands en luxembourgeois) est un pont ferroviaire luxembourgegois de la ligne 1 situé à Luxembourg et permettant de franchir le vallon occupé par la rue des Trois-Glands (lb) au nord de la Ville-Haute.

## Situation ferroviaire
Le viaduc est situé sur la ligne 1, de Luxembourg à Troisvierges-Frontière entre le viaduc de Pfaffenthal et la gare de Pfaffenthal-Kirchberg.

## Histoire
Le viaduc est construit selon les plans de la Waring Brothers et est ouvert en 1862, en même temps que la ligne du Nord concédée à la Société royale grand-ducale des chemins de fer Guillaume-Luxembourg.

## Caractéristiques
Le viaduc Dräi Eechelen est long de 70 mètres.